# Erik Lange (konstnär)

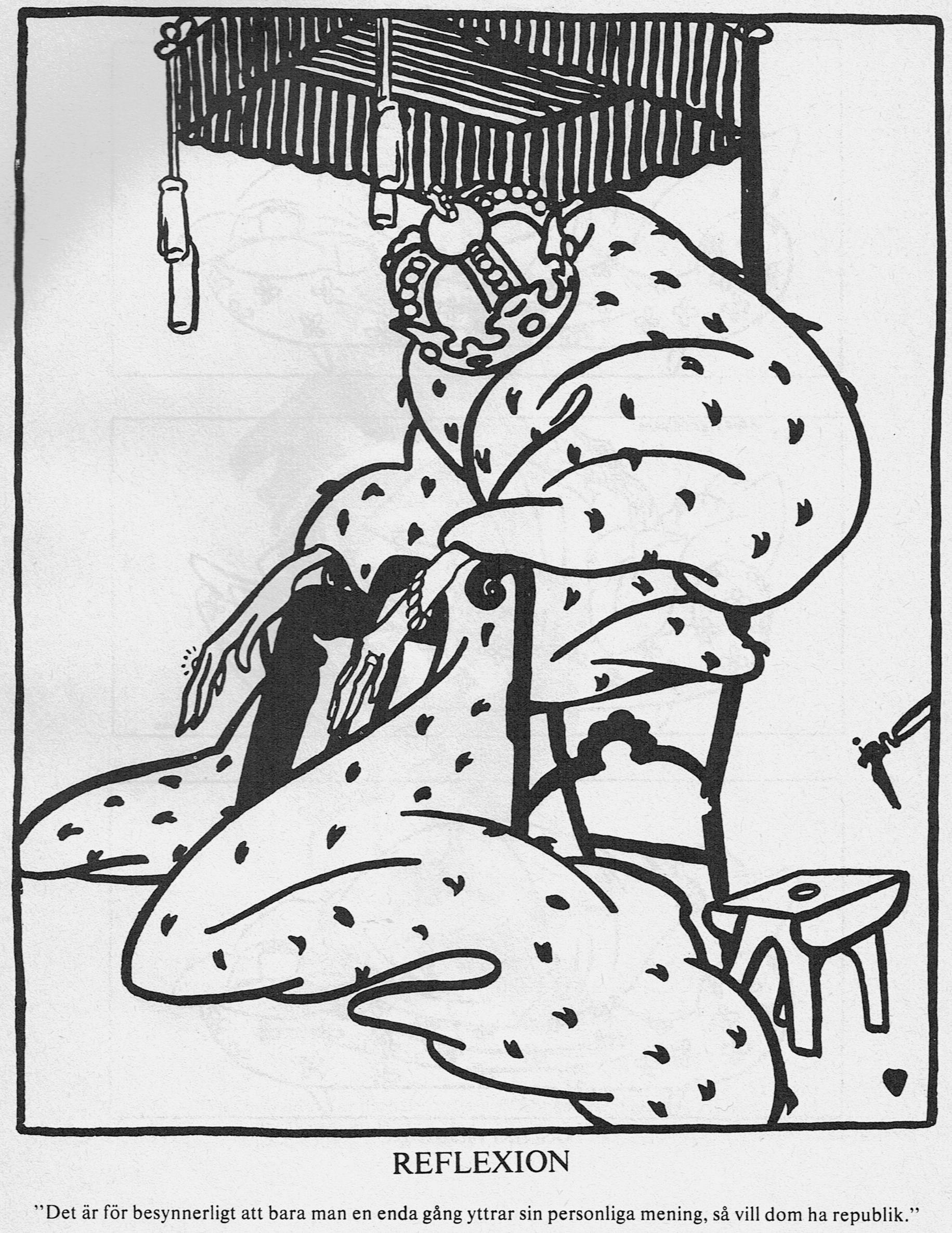
Reflexion. "Det är för besynnerligt att bara man en enda gång yttrar sin personliga mening, så vill dom ha republik". Gustav V efter bondetåget.

Erik William Lange, född 6 oktober 1876 i Grangärde församling, Kopparbergs län, död 2 juli 1946 på Lidingö, var en svensk tecknare, grafiker och målare. 

## Biografi
Erik Lange var son till civilingenjören Albert Wilhelm Lange och Jenny Rönbäck och från 1912 gift med Margherita Kronberg.
Lange studerade vid Valands målarskola i Göteborg 1896 och vid Konstakademien i Stockholm 1903–1906 och under studieresor till Tyskland, Frankrike och Italien. Han var under åren 1901–1904 medarbetare i tidskriften Puck och övergick därefter till tidskrifterna Söndags-Nisse, Naggen och Lutfisken för att slutligen bli fast medarbetare i Söndags Nisse-Strix. Han var till en början enbart grafiker och skämttecknare, men 1937 debuterade han i en utställning på Konstnärshuset i Stockholm med landskapsmåleri och miljöbilder från Stockholms skärgård. Huvuddelen av hans produktion består av färgträsnitt och teckningar med humoristiska motiv.
Han är representerad vid Nationalmuseum. Makarna Lange är begravda på Norra begravningsplatsen utanför Stockholm.

## Bilder
- -Nej jag älskar Er inte!

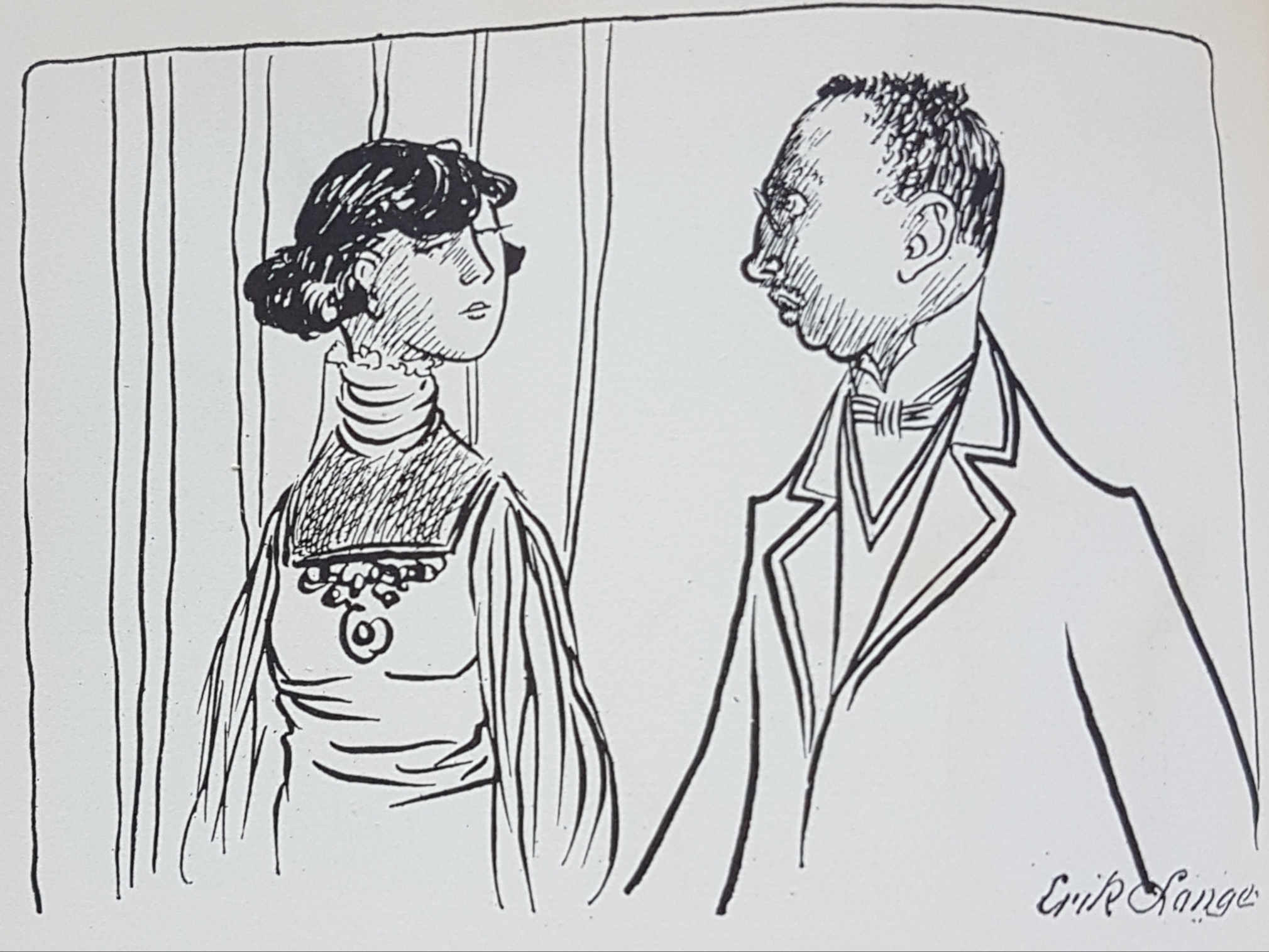
Och ändå har Ni tagit emot trettio kilo konfekt på tre månader! -Ja konfekt älskar jag. Erik Lange 1909
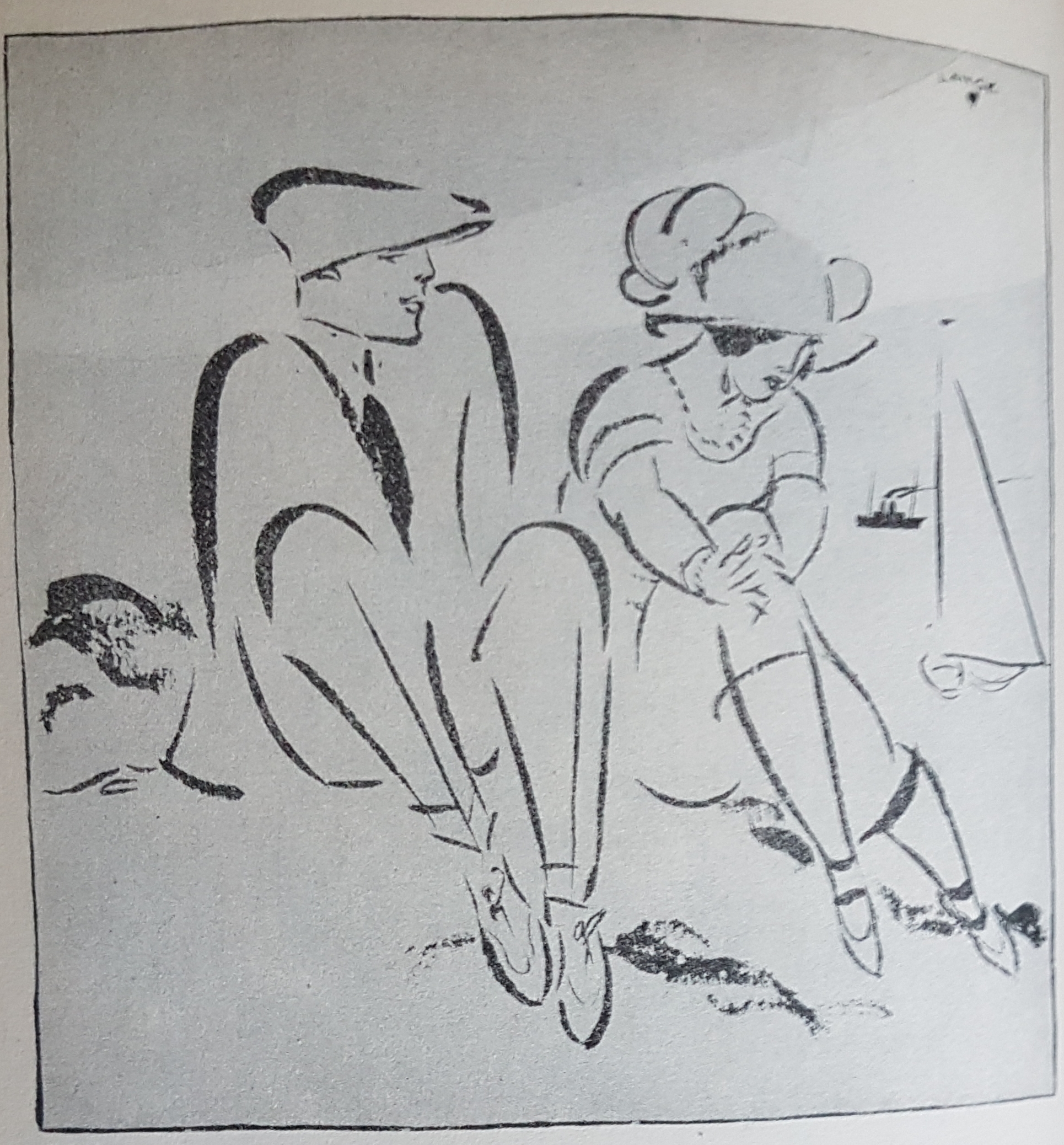
-John har förlovat sig med en flicka som har 600.000. -Hur ser hon ut?
- Som 600.000.  Erik Lange 1921
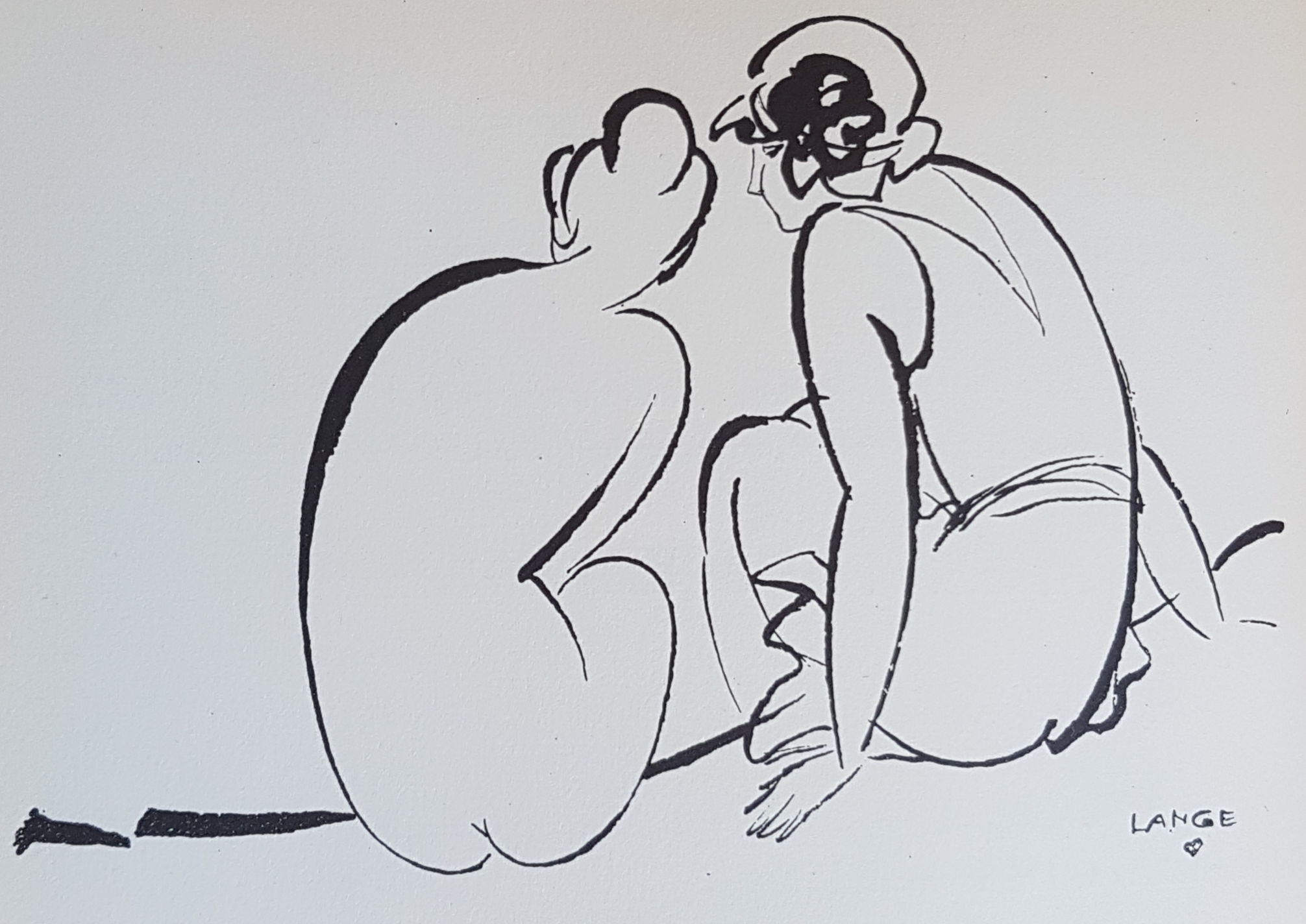
-Den enda man för vilken jag har lidit var över 60 år gammal, vindögd och flintskallig.
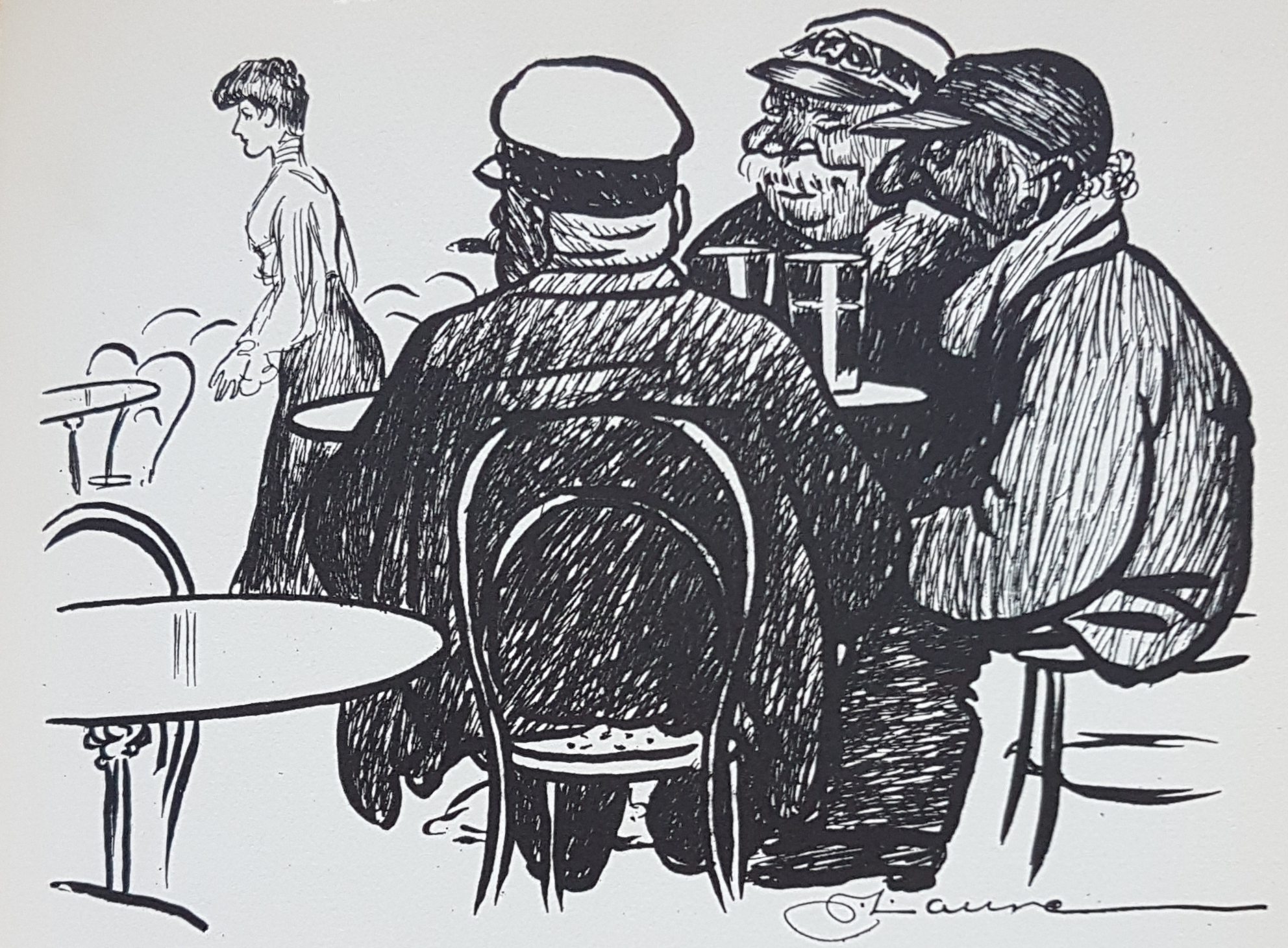
Gubben Österman har lotsat ett par herrar genom skärgården och inbjudes vid framkomsten till en grogg på restaurangen, där han med tindrade ögon följer serveringsflickans rörelser och säger: -Var gång ja sir e tocken där ung å behaglit utseende, så kväljer dä mej! -De va jäken! Vaför de då? -Jo ja kommer allti å tänka på kärringa hemma! Erik Lange 1908.

- Och honom älskade du?
-Nej, men han var min tandläkare.  Erik Lange 1922
- Gubben Österman har lotsat ett par herrar genom skärgården och inbjudes vid framkomsten till en grogg på restaurangen, där han med tindrade ögon följer serveringsflickans rörelser och säger:
-Var gång ja sir e tocken där ung å behaglit utseende, så kväljer dä mej!
-De va jäken! Vaför de då?
-Jo ja kommer allti å tänka på kärringa hemma!  Erik Lange 1908.